# Ivo Marković
Ivo Marković (* 1950 in Susanj) ist ein kroatischer römisch-katholischer Theologe.

## Leben
Marković studierte römisch-katholische Theologie an der franziskanischen Hochschule in Sarajevo und an der Universität in Zagreb. Er wurde Mitglied im Orden der Franziskaner. 1976 wurde er zum katholischen Priester ordiniert. Nach dem Studium arbeitete er als katholischer Gemeindepriester. Als Hochschullehrer ist er für Katholische Theologie an der Universität Sarajevo tätig. Nach dem Ende des Bosnienkrieges gründete er den interreligiösen friedensstiftenden Chor Pontanima in Sarajevo. 2011 erhielt dieser Chor den Pax Christi International Friedenspreis.